# KZ-Außenkommando Valepp Bauer Marx
Das KZ-Außenkommando Valepp Bauer Marx bestand von Oktober 1944 bis zum Ende der nationalsozialistischen Herrschaft. Im damaligen Sprachjargon Außenkommando genannt, zählte es zu den externen Arbeitseinsätzen d. h. zu den Außenlagern des Konzentrationslagers Dachau. Der KZ-Häftling kam zum Einsatz auf einem Bauernhof in Valepp, einem Ortsteil der oberbayerischen Gemeinde Schliersee. Die Einrichtung des Außenkommandos ging auf eine persönliche Bekanntschaft zwischen dem Reichsführer SS Heinrich Himmler und dem Bauern Marx zurück.

## Vorgeschichte
In Valepp, südlich des Spitzingsees an der Grenze zu Österreich gelegen, wurde zwischen 1942 und 1944 ein ehemaliges Zolldienst-Wohngebäude zu einem Jagdhaus für Himmler umgebaut. Hierbei kamen auch Häftlinge des KZ Dachau zum Einsatz. Bauer Marx nutzte die nahegelegene Ochsenalm und hatte 1937 für die Errichtung des Zollgebäudes einen Teil der zur Alm gehörenden Wiesen abgeben müssen. Aufgrund der engen Nachbarschaft zum Jagdhaus kam es zu einer Bekanntschaft zwischen Marx und Himmler, die den Bauern ermutigte, sich brieflich an den Reichsführer der SS zu wenden.
In einem ersten Brief vom Juni 1943 schilderte Marx die Engpässe, die er durch gesundheitliche Einschränkungen sowie durch den Ausfall seiner drei Söhne, die an der Front standen, hatte und bat Himmler um Fronturlaub für einen Sohn. Himmler persönlich beziehungsweise sein Persönlicher Stab nahmen sich dem Anliegen des Bauern an. Himmler, der Landwirtschaft studiert hatte, äußerste in einem Schreiben an Marx Verständnis für die missliche Lage des Bauern und versprach, ihm einen „Schutzhäftling“ aus den Reihen der Bibelforscher (Zeugen Jehovas) abzustellen. Er bezeichnete deren Angehörige zwar als Mitglieder „einer verrückten Sekte“, brachte aber gleichzeitig seine Achtung vor ihnen zum Ausdruck, dass sie Menschen seien, „die sehr brav arbeiten, die aber auf dem einen Gebiet, wie man bei uns in Bayern sagt, ‚spinnen‘.“ Himmler wandte sich ferner an Oswald Pohl, Chef des SS-Wirtschafts- und Verwaltungshauptamtes, und gab den Auftrag umgehend einen „Bibelforscher“ zuzuweisen, sobald Marx zugestimmt habe. Marx antwortete, dankte für Himmlers Bemühungen und teilte zugleich mit, die Lage auf dem Bauernhof habe sich entspannt und er brauche keine Hilfe mehr. Gleichzeitig bat er um die Abstellung von KZ-Häftlingen, die an Himmlers Jagdhaus arbeiteten, um eine Odelgrube an der Ochsenalm zu bauen. Himmler ließ antworten, er freue sich über die Entspannung der Situation bei der Familie Marx, könne aber seinem Wunsch zur Mithilfe beim Bau der Odelgrube nicht entsprechen.
Im Juli 1944, wandte sich eine Tochter von Marx erneut an Heinrich Himmler. Im Brief wies Frau Marx darauf hin, dass ihnen anstelle der zwei von Himmler versprochenen Dienstmädchen mit einer männlichen Arbeitskraft mehr gedient sei. Allerdings hätten sie sich bereits vergeblich um einen Kriegsgefangenen bemüht, aber keine Zuweisung erhalten, weil kein entsprechendes Lager in der Nähe sei. Eine Rücksprache mit Marx hatte ergeben, dass er nunmehr mit einer Zuweisung eines männlichen „Bibelforscherhäftlings“ als Arbeitskraft einverstanden sei.

## Einrichtung des Arbeitskommandos
Infolge des Schreibens vom Juli 1944 kam es am 30. Oktober 1944 zur Einrichtung eines Arbeitskommandos beim Bauer Marx, das aus dem „Bibelforscherhäftling“ Josef Krieglmaier bestand. Krieglmaier, Jahrgang 1898, war wegen „illegaler“ Betätigung für die Internationale Bibelforscher-Vereinigung im Dezember 1936 verhaftet worden. Nach einer sieben Monate dauernden Gefängnishaft verschleppte man ihn im September 1937 in das KZ Buchenwald. Am 17. Oktober 1944 nach dem KZ Dachau überstellt, kam er drei Tage später ins Außenkommando Valepp zum Jagdhaus Himmler und zehn Tage später zu Marx. Laut ITS-Liste Arolsen existierte das Außenkommando bis 25. April 1945, nach eigenen Angaben kam Krieglmaier jedoch erst am 4. Mai 1945 frei.